# 더블 가우스 렌즈
더블 가우스 렌즈(double Gauss lens)란 대부분 카메라에서 사용되어 광학 수차를 줄이는 혼합 렌즈이다. 한 쌍의 가우스 렌즈로 구성된다. 가우스 렌즈의 가장 기본적인 형태는 양의 메니스커스 렌즈를 물측에 두고, 음의 메니스커스 렌즈를 상측에 두는 것이다. 양의 렌즈의 굴절력이 우위를 차지하지만 음의 렌즈는 색수차를 보정한다.

## 같이 보기
- 자이스 플라나